# Bardi (Olaszország)
Bardi település Olaszországban, Emilia-Romagna régióban, Parma megyében. Lakosainak száma 2017 fő (2023. január 1.). Bardi Bore, Compiano, Ferriere, Valmozzola, Varsi, Bedonia, Borgo Val di Taro, Farini és Morfasso községekkel határos.

## Népesség
A település népessége az elmúlt években az alábbi módon változott:
| Lakosok száma | 2185 | 2174 | 2017 |
|               | 2017 | 2018 | 2023 |